# Antal Szapáry
Antal Szapáry (ur. 31 grudnia 1905 w m. Opatija, zm. 25 grudnia 1972 w Nowym Jorku) – węgierski hrabia polskiego pochodzenia zaangażowany w pomoc Polakom przedostającym się na Węgry podczas II wojny światowej.

## Życiorys
Antal Szapáry urodził się w m. Opatija. Pochodził z rodziny arystokratycznej. Jego rodzicami byli Pál (Paweł) Szapáry oraz Maria z domu Przeździecka.
Po wybuchu II wojny światowej zaangażował się w pomoc dla szukających schronienia na Węgrzech Polaków w ramach Węgiersko-Polskiego Komitetu Opieki nad Uchodźcami, którego współprzewodniczącą była jego siostra, Erzsébet Szapáry. Antal działał jako łącznik między Węgierskim Czerwonym Krzyżem a Międzynarodowym Komitetem Czerwonego Krzyża. Obie te instytucje zajmowały się przekazywaniem darów i paczek dla polskich uchodźców.
Po wkroczeniu Niemców na Węgry w marcu 1944 roku Antal Szapáry został aresztowany przez Gestapo. Erzsébet udało się znaleźć schronienie w tureckim poselstwie (według innych źródeł, Erzsébet, zanim się schroniła, także była przez krótki moment aresztowana). Antal  został skierowany do obozu koncentracyjnego Mauthausen. Wyszedł z niego po pięciu miesiącach dzięki wstawiennictwu szwedzkiego króla Gustawa. Po wojnie wyemigrował i osiadł w Stanach Zjednoczonych.
W uznaniu zasług za pomoc Polakom, w 2021 roku został wyróżniony Medalem Virtus et Fraternitas. Uroczyste wręczenie odznaczenia odbyło się w 2022 roku. Spośród działaczy Komitetu wyróżniono wówczas także Józsefné Margit Károlyi, Edith Weiss oraz starszą siostrę Antala – Erzsébet Szapáry. W imieniu rodzeństwa Szápáry wyróżnienie odebrali syn Antala Szapáry’ego oraz bratanica Erzsébet Szapáry.